# Gagea toppinii
Gagea toppinii là một loài thực vật có hoa trong họ Liliaceae. Loài này được S.Dasgupta & D.B.Deb miêu tả khoa học đầu tiên năm 1986.